# 前634年
| 千纪： | 前1千纪 |
| 世纪： | 前8世纪 \| 前7世纪 \| 前6世纪 |
| 年代： | 前660年代 \| 前650年代 \| 前640年代 \| 前630年代 \| 前620年代 \| 前610年代 \| 前600年代                                                                                               |
| 年份： | 前639年 \| 前638年 \| 前637年 \| 前636年 \| 前635年 \| 前634年 \| 前633年 \| 前632年 \| 前631年 \| 前630年 \| 前629年                                                                 |
| 纪年： | 周襄王十八年 魯僖公二十六年 齊孝公九年 晉文公三年 秦穆公二十六年 宋成公三年 楚成王三十八年 衛成公元年 陳穆公十四年 蔡庄侯十二年 曹共公十九年 郑文公三十九年 燕襄公二十四年 杞桓公三年 |

## 大事记
- 正月，魯僖公會見莒茲丕公、甯莊子，在向地結盟，齊國軍隊進攻魯國西部邊境，表示對洮、向兩次會盟的不滿，魯僖公追齊軍到酅地，沒有追上。
- 夏，齊孝公進攻魯國北部邊境，衛國履行洮地的盟約，攻打齊國。魯僖公派展喜會見齊孝公，齊孝公收兵回國。
- 冬，魯僖公指揮楚國軍隊攻打齊國，佔領了穀地。把齊桓公的兒子公子雍安置在穀地，易牙奉事公子雍作為魯國的後援。楚國令尹子玉、司馬子西領兵攻打宋國，包圍緡地。